# Lewisburg (Ohio)
Pour les articles homonymes, voir Lewisburg.
Lewisburg est un village du comté de Preble, dans l’État de l’Ohio aux États-Unis. Lors du recensement de 2010, sa population s’élevait à 1 820 habitants. Sa superficie totale est de 2,77 km2.